# Milène Wojciak
Milène Wojciak, née le 23 septembre 1994 à Lesquin, est une judokate et une samboïste française.

## Carrière
Elle remporte la médaille de bronze dans la catégorie des moins de 48 kg aux championnats du monde de sambo 2017 à Sotchi et aux championnats d'Europe de sambo 2019 à Gijon.